# 潞西胡颓子
潞西胡颓子（学名：Elaeagnus luxiensis）为胡颓子科胡颓子属下的一个种。

## 扩展阅读
- 維基物種上的相關：潞西胡颓子